# 趙應春
趙應春，MH（1950年2月3日—），香港恒生大學傳播學院副院長兼實務教授，香港新聞工作者，曾任無綫新聞記者兼主播、有線寬頻主席特別助理以及有線新聞前執行董事，也曾是香港新聞行政人員協會執行委員。

## 背景
趙應春有四弟二妹，父親趙惠樂為一名英皇書院中文及體育科教師，曾經營貿易生意。因為趙應春於立春前一天出生，父親便以佛經中「何須着意求佳果，自有奇逢早應春」兩句來為他取名。趙應春早年在九龍城區公務員宿舍和上鄉道一帶的唐樓長大，就讀巴富街官立小學（1964年小六）和英皇書院（1969年中五）。他因為未能掌握正確的讀書方法，結果只在香港中學會考中取得及格成績。他亦因成績未足以讓他升讀預科而到香港浸會學院報讀兩年制預科文憑（1969年至1971年），再入讀四年制大專課程。在學期間，他已有學習兼背誦古文的基礎，乘交通工具上中學時經常看報紙和武俠小說。另外也由小學至大專時代一直擔任足球校/班隊守門員。
趙應春在1975年於香港浸會學院取得傳播學文憑。同年先為基督教團體循道衛理聯合教會循道衛理楊震社會服務處當有關油麻地妓女生活的調查員半年，1976年再應電視台新聞部招募進入佳藝電視任職記者，電視台後來於1978年倒閉，便隨即在倒閉當日下午轉至無綫電視新聞部擔任記者及主播；1981年獲時任新聞部經理黃應士挑選派到美國實習7星期，向七間電視台學習製作新聞節目。直至1991年辭去無綫新聞部策劃主任一職，加入九龍倉通訊任顧問小組（後解散）成員，協助投得香港收費電視的牌照。1993年起出任副新聞總監，創立了二十四小時的廣東話新聞頻道，1994年再升為新聞總監，並於1994到1996年間退居幕後，曾任香港新聞行政人員協會主席（1998年及1999年）。他在電視新聞業內歷任多項重要崗位，包括新聞採訪、編輯、報導、策劃及後期製作等。2002年由總監晉升為有線電視年成為新聞及體育部副總裁，負責管理新聞、體育節目策劃及製作事務。
在2012年9月，趙應春與企業家陳維湘、施榮怡、金融界人士李如樑和香港電影工作者總會會長兼知名電影製作人吳思遠一同獲香港浸會大學頒授榮譽大學院士。此前，他已於1988年獲得PATER大獎，1990年在美國紐約電影電視節獲頒金獎以及在2009年獲香港浸會大學傳理學院頒發「傑出傳理人」（新聞媒介）大奬。2019年2月28日，有線寬頻公布趙應春榮休，正式結束逾40年的新聞工作生涯。同時轉任為期一年的主席特別顧問，之後離開有線。

## 其他資料
趙應春於求學階段學習彈結他，又懂得彈鋼琴。他就讀中學時加入一個由學生組成的聯校合唱團，擔音主音兼結他手，到不同的學校表演。
2021年10月15日，他答應前下屬王沛然的丈夫、導演劉偉恒的邀請，在ViuTV電視劇《反起跑線聯盟》中客串第1集，飾演梁詠琪的上司。

## 著作
- 2017年：《財經領跑人 香港財經新聞記者訪談錄》（與宋昭勛和吳靜合著、中華書局出版、ISBN：9789888463732）

## 外部連結
- 香港恒生大學傳播學院：趙應春教授 （页面存档备份，存于）
- 香港獨立媒體：趙應春的講座內容 （页面存档备份，存于）

| 媒體職務      | 媒體職務                                                 | 媒體職務           |
| ------------- | -------------------------------------------------------- | ------------------ |
| 前任： 新頭銜 | 有線電視新聞總監 1993年10月31日至2002年8月14日           | 繼任： 待查        |
| 前任： 新頭銜 | 有線電視新聞及體育部副總裁 2002年8月15日至2005年12月31日 | 繼任： 待查        |
| 前任： 新頭銜 | 香港有線體育有限公司執行董事 2006年1月1日至待查          | 繼任： 蔡富華 主管 |
| 前任： 新頭銜 | 香港有線新聞有限公司執行董事 2006年1月1日至2019年2月28日 | 繼任： 馮德雄      |